# Frederickena viridis
Frederickena viridis là một loài chim trong họ Thamnophilidae.